# Neuapostolische Kirche (Brandenburg an der Havel)

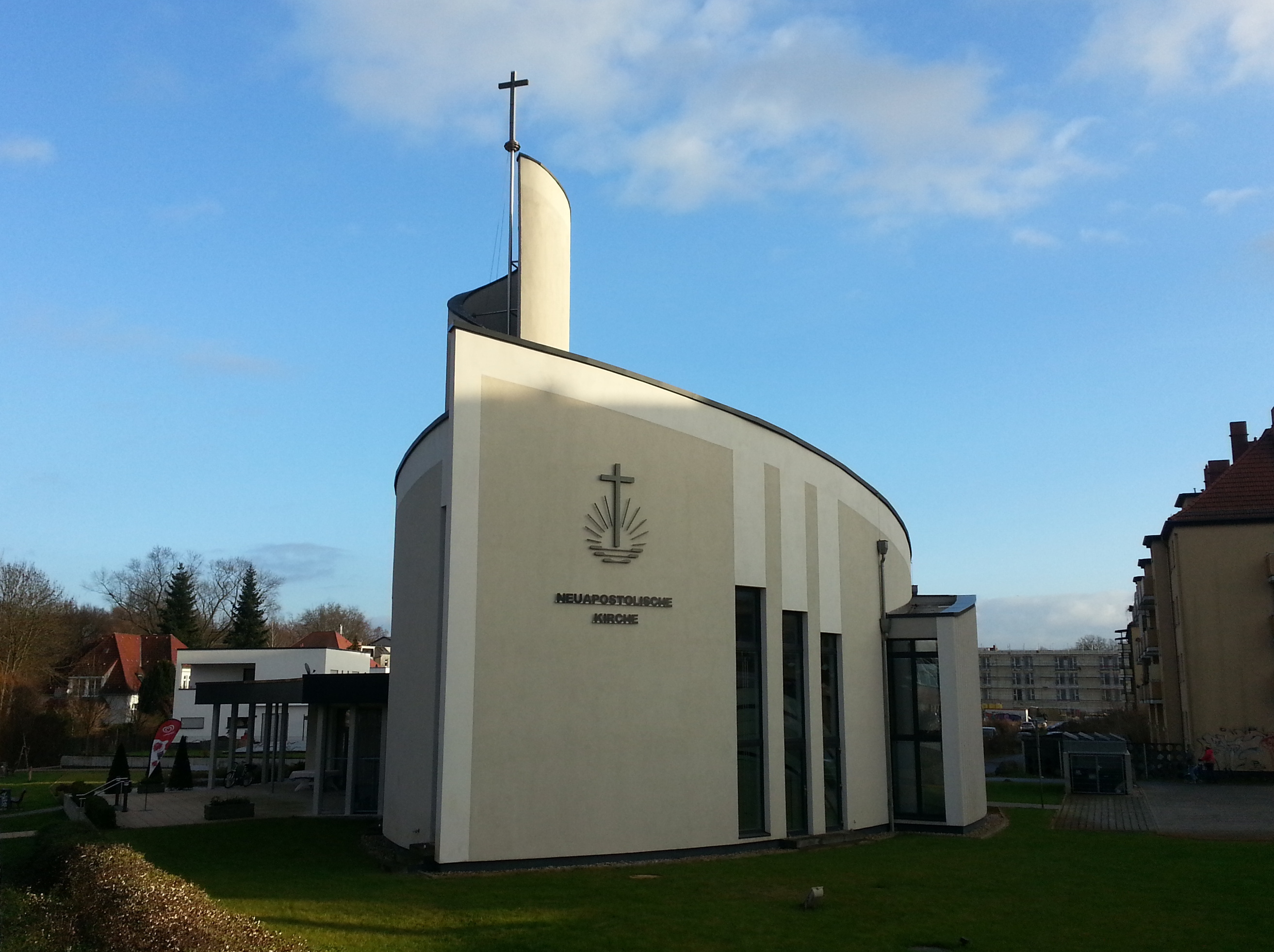
Die Neuapostolische Kirche Brandenburg

Der Kirchenbau der Gemeinde der Neuapostolischen Kirche in Brandenburg an der Havel ist eine moderne Saalkirche im Stadtteil Neustadt.

## Geschichte
Die Neuapostolische Kirchgemeinde wurde nach 1899 etabliert. Regelmäßige Gottesdienste fanden ab 1901 statt. Der erste brandenburgische Gemeindevorsteher wurde der Priester Wilhelm Schmidt. Im Laufe der Jahrzehnte wurden von der Gemeinde verschiedene Gebäude und Versammlungsräume genutzt. Ein erstes dauerhaftes Domizil fand sie 1940 nach dem Umbau eines ehemaligen Tattersalls in der Packhofstraße im Stadtteil Neustadt zur Kirche. Da nach dem Ende des Zweiten Weltkriegs die Gemeinde gerade durch Zuzüge weiter anwuchs, wurde in Brandenburg 1951 im Stadtteil Görden eine zweite Gemeinde gegründet. Nachdem diese zunächst eine Friedhofskapelle für ihre Gottesdienste nutzte, wurde 1956 ein Kirchenbau im Lilienweg geweiht. Nachdem das Kirchengebäude in der Packhofstraße aufgrund von Baumängeln geschlossen werden musste, entschied man sich, einen Neubau für die Gemeinde zu errichten. Dafür wurde ein Grundstück am Mühlengraben gekauft. Architektin des Kirchenbaus war Karin Reimann. 2010 erfolgte die Grundsteinlegung, 2011 wurde der Neubau eingeweiht.

## Bauwerk
Das Bauwerk ist ein moderner verputzter Stahlbetonbau in weißem Anstrich. Ein 17 Meter hoher Kirchturm erhebt sich spiralförmig aus dem Kirchensaal und endet in einem metallenen Kreuz. Für den Gemeindesaal wurde das christliche Symbol des Fischs aufgegriffen und dieses im Grundriss nachempfunden. So wurde der Saal elliptisch konstruiert, der Altarraum an seiner Südseite der Form einer Rückenflosse nachempfunden. Der spiralförmig emporstrebende Turm wiederum erscheint in der Draufsicht als Auge. Mehrere hohe und schlichte Rechteckfenster erhellen Saal und Altarraum. Am östlichen Ende der Ellipse des Kirchensaals befindet sich ein flacher und schlichter Vorbau mit dem Haupteingang.

## Ausstattung

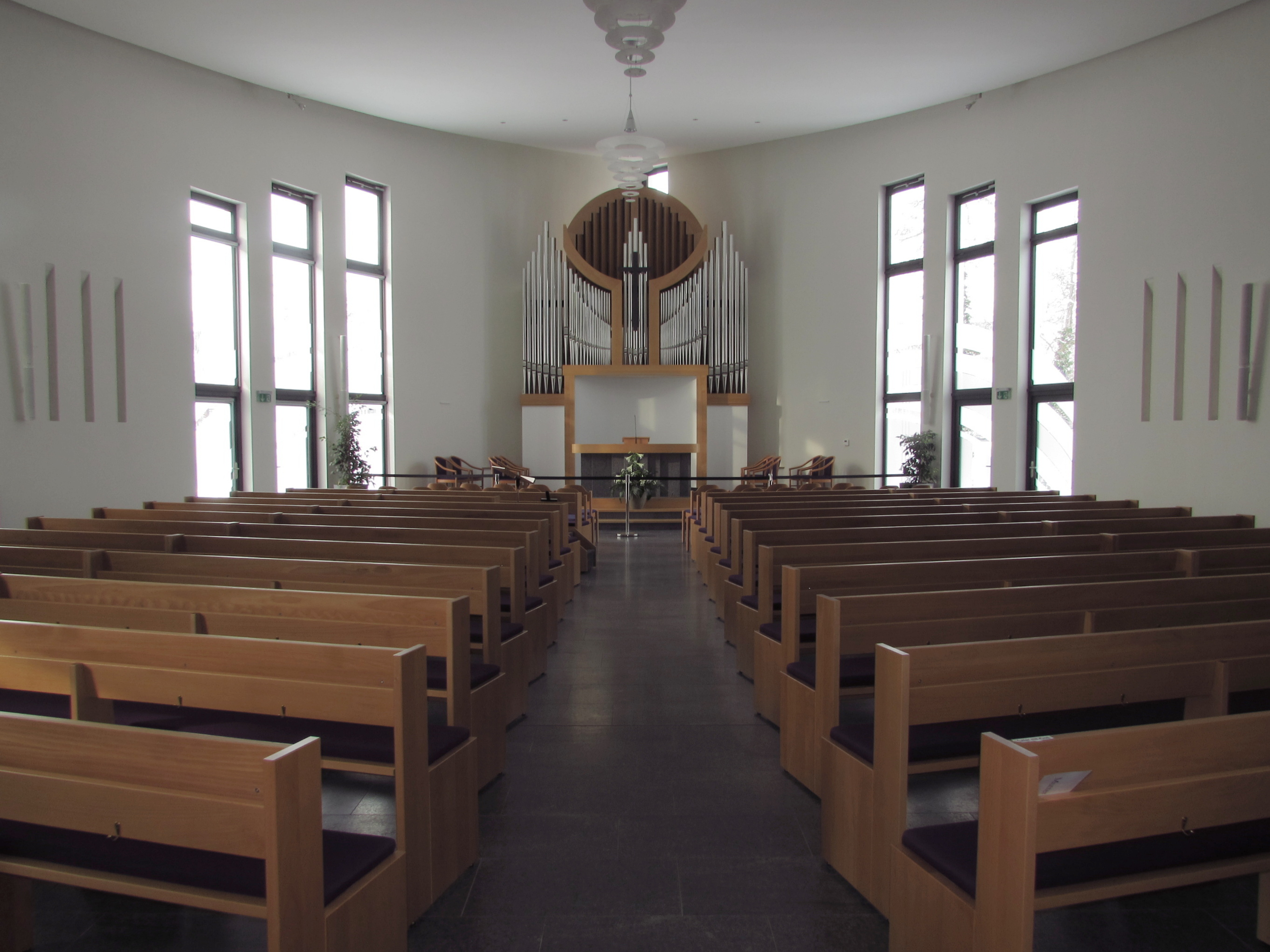
Kirchensaal mit der Orgel

Hinter dem Haupteingang befinden sich ein Café und Gemeinderäume. Es schließt sich der Kirchensaal an. Der Anstrich weiß. Die hölzerne Bestuhlung ist schlicht und modern. An der südlichen Seitenwand befindet sich der Altarraum. 
Dem Eingang zum Kirchensaal gegenüber in der Spitze der Ellipse wurde eine Orgel installiert. Erbauer diese Orgel ist die W. Sauer Orgelbau GmbH in Frankfurt (Oder). Sie wurde 2011 gebaut.
| I Hauptwerk C–g3 |               |    |
| 1.               | Principal     | 8′ |
| 2.               | Gedackt       | 8′ |
| 3.               | Salicional    | 8′ |
| 4.               | Octave        | 4′ |
| 5.               | Spitzflöte    | 2′ |
| 6.               | Mixtur II–III |    |

| II Schwellwerk C–g3 |                 |        |
| 7.                  | Rohrflöte       | 8′     |
| 8.                  | Ital. Principal | 4′     |
| 9.                  | Flöte           | 4′     |
| 10.                 | Nasat           | 2 ⁄3′  |
| 11.                 | Flautino        | 2′     |
| 12.                 | Terz            | 1 3⁄5′ |
| 13.                 | Sifflöte        | 1 ⁄3′  |
|                     | Tremulant       |        |

| Pedal C–f1 |            |     |
| 14.        | Subbass    | 16′ |
| 15.        | Octavbass  | 8′  |
| 16.        | Bassflöte  | 8′  |
| 17.        | Choralbass | 4′  |